# Lagoa do Foge
Lagoa do Foge é um sítio turístico da região do Planalto Serrano, no município brasileiro de Bocaina do Sul, no estado de Santa Catarina.
O nome da lagoa deve-se ao fato de que os moradores da região acreditarem que ela não possui escoamento, isto é, não se sabe a origem da nascente e nem por onde ocorre o escoamento. Como no centro da lagoa a profundidade é superior a 20 m, os nativos acreditam que a mesma não possui fundo. O fato é que a Lagoa do Foge está localizada sobre uma parte do aquífero guarani, sendo um lago natural formado a partir das grutas desse aquífero.

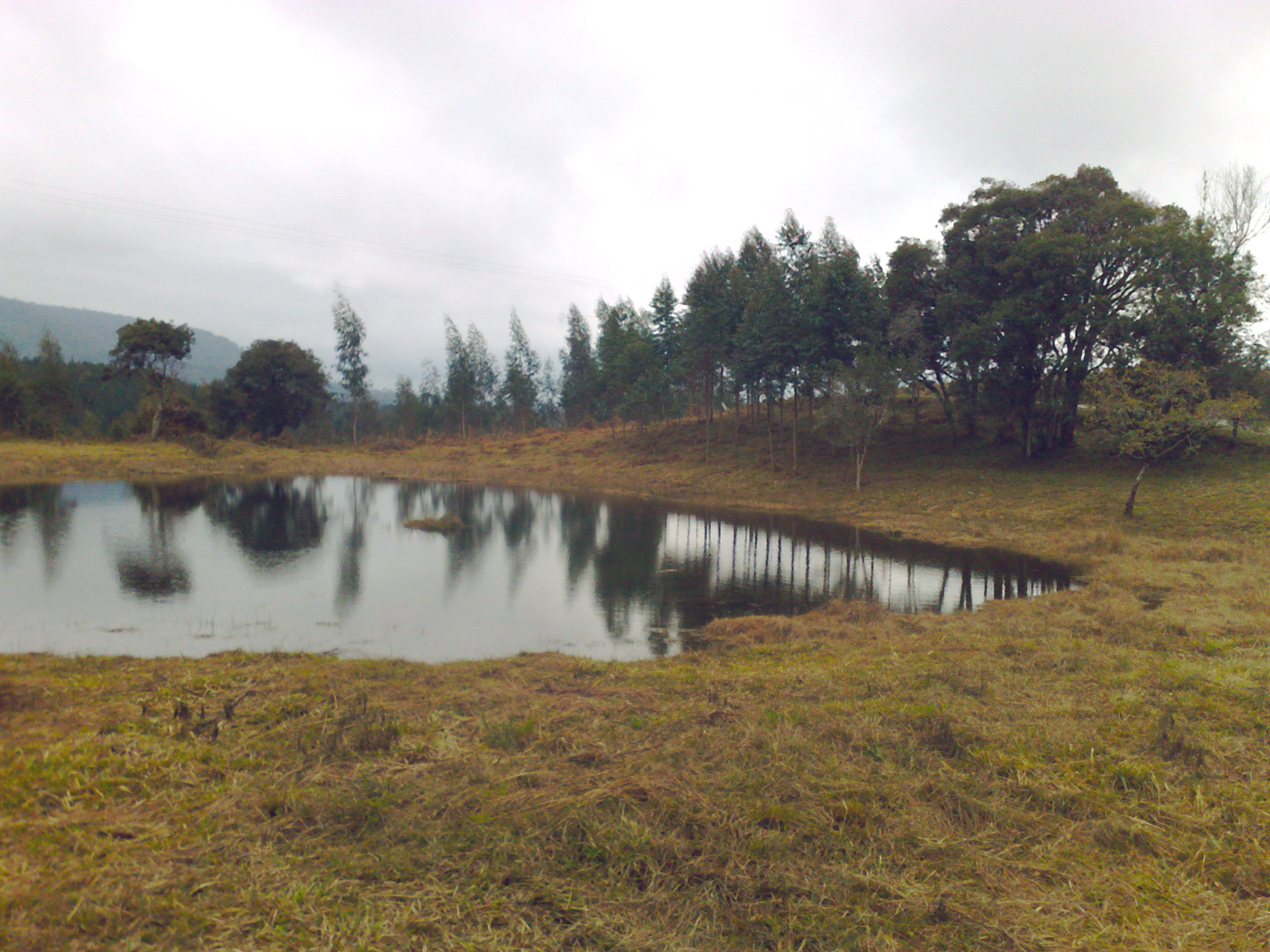
Lagoa do Foge, em Bocaina do Sul (SC), Brasil.